# Fazenda Grão Mogol
A Fazenda Grão Mogol, também chamado de Fazenda Angélica, é uma propriedade rural histórica tombada pelo Condephaat em 1987. Esta localizada em Ajapi, distrito do município de Rio Claro, no estado de São Paulo.

## Histórico
Em 1881, tornou-se propriedade de Gualter Martins Pereira, barão de Grão Mogol, migrante de Itacambira, centro pecuário e minerador de Minas Gerais, era fazendeiro e comerciante de pedras preciosas.
O Barão de Grão Mogol adquiriu a fazenda em um leilão da firma London Bank e mudou para Rio Claro. À época chamava-se Fazenda Angélica, em homenagem à D. Maria Angélica, esposa do Senador Campos Vergueiro, o antigo proprietário.
Produzia originalmente cana de açúcar, passando a produzir café no final do século XIX, muito beneficiado pela implantação da ferrovia na região.
Parte da Fazenda Grão Mogol, que contempla a casa sede, foi adquirida pela família Rossi. Os proprietários atuais tentam obter um auxílio do munícipio para revitalizar o casarão devido ao seu valor histórico e cultural.

## Arquitetura
O sobrado foi construído utilizando-se de mão de obra escrava, estima-se que foram cerca de oitenta escravos trabalhando na empreitada. É um exemplo atípico da arquitetura rural paulista, é semelhante aos sobrados baianos urbanos feitos de alvenaria de pedra, não muito comuns no ambiente rural.
A casa sede foi erguida em terreno plano, próxima a uma nascente d'água. Possui uma planta em formato da letra 'L', com dois pavimentos mais um sótão e porão, com uma varanda de grades de ferro e uma  escadaria de acesso ao pavimento superior.
No térreo, com cômodos mais rústicos,  encontra-se uma cozinha de chão batido, cujas atividades deveriam concentrar-se na retirada de cascas de legumes e frutas, lavagem de verduras, debulha do milho. Também pode ter servido para engomar as vestimentas dos proprietários. Além da cozinha, também apresenta alguns aposentos que podem ter servido como dormitórios das escravas que trabalhavam dentro da casa.
No pavimento superior, também possui uma cozinha e áreas de serviço. Esta cozinha deveria ser destinada para preparo e aquecimento das refeições mais simples, em quantidade menor. Há um fogão de lenha original e a despensa conserva mesas e prateleiras antigas. Na área frontal deste pavimento está a sala de visita com um grande aposento ao lado. Os dormitórios da família estão em uma área intermediária, nas laterais. A sala de jantar ficava aos fundos.
O sótão era composto de dois dormitórios com duas alcovas, uma novidade para a época. Os sótãos não era comum nas residências de São Paulo, eles começaram a surgir somente após a década de 1890. 
|  |  |

## Cemitério e Túmulo do Barão
Durante o período que estava como propriedade do London and Brazilian Bank, na década de 1870, ocorreu um surto de varíola.  Devido a impossibilidade de levar os mortos para serem sepultados no cemitério da cidade, foi autorizada a construção de um cemitério na fazenda. Este cemitério era repartido em uma ala para católicos e outro para protestantes. Devido ao abandono, foi coberto pelos canaviais.
O Barão de Grão Mogol faleceu em 15 de dezembro de 1890 e foi enterrado no cemitério São João Batista. Na década de 1920, uma de suas netas encontrou um documento onde ele expressava a vontade de ser sepultado na fazenda, junto aos escravos e em virtude disso, seu corpo foi transferido para a fazenda.